# Rick Henry
Rick Fitzgerald Henry (ur. 12 kwietnia 1966) – kanadyjski zapaśnik. Siódmy na igrzyskach panamerykańskich w 1999. Srebro mistrzostw panamerykańskich w 1992 roku. Zawodnik University of Guelph.